# موتور محمدامین
موتور محمدامین، روستایی از توابع بخش نصرت‌آباد شهرستان زاهدان در استان سیستان و بلوچستان ایران است.

## جمعیت
این روستا در دهستان دومک قرار دارد و براساس سرشماری مرکز آمار ایران در سال ۱۳۸۵، جمعیت آن زیر سه خانوار بوده‌است.